# Folkeafstemningen om Gibraltar suverænitet 2002
Folkeafstemningen om Gibraltar suverænitet var en afstemning som blev afholdt den 7. november 2002, og det var den anden folkeafstemning der er blevet afholdt i Gibraltar om suverænitet. Afstemningen kom da Gibraltars regering ville have svar på om der var folkelige støtte til et forslag om at dele suveræniteten af området mellem Spanien og Det Forenede Kongerige. Resultatet var en massiv afvisning af forslaget.
| Folkeafstemningen om Gibraltar suverænitet 2002                                       |         |        |
| Valg                                                                                  | Stemmer | %      |
| Nej                                                                                   | 17,900  | 98.48  |
| Ja                                                                                    | 187     | 1.03   |
| Gyldige stemmer                                                                       | 18,087  | 99.51  |
| Ugyldige og blanke stemmer                                                            | 89      | 0.49   |
| Totale stemmer                                                                        | 18,176  | 100,00 |
| Registrerede vælgere og deltagelse                                                    | 20,678  | 87.9   |
| Kilde: The New York Times - Gibraltar Rejects Power-Sharing Between Britain and Spain |         |        |

| Valg | Spire Denne valgsartikel er en spire som bør udbygges. Du er velkommen til at hjælpe Wikipedia ved at udvide den. |